# Кафява морска краставица
Кафявата морска краставица (Isostichopus fuscus) е вид морска краставица от семейство Stichopodidae. Видът е застрашен от изчезване.

## Разпространение и местообитание
Разпространен е в Галапагоски острови, Гватемала, Еквадор, Колумбия (Малпело), Коста Рика (Кокос), Мексико (Ревияхихедо), Никарагуа, Панама, Перу, Салвадор и Хондурас.
Обитава крайбрежията на заливи. Среща се на дълбочина от 6 до 13 m, при температура на водата около 22,3 °C и соленост 34,6 ‰.

## Описание
Популацията на вида е намаляваща.